# Jardin
Jardin ist eine französische Gemeinde mit 2.156 Einwohnern (Stand: 1. Januar 2022) im Département Isère in der Region Auvergne-Rhône-Alpes. Sie gehört zum Arrondissement Vienne, zum Kanton Vienne-2 und zum Gemeindeverband Pays Viennois. Die Einwohner werden Jardinois(es) genannt.

## Geographie
Die Gemeinde Jardin liegt in der Landschaft Dauphiné an der Suze, einem Nebenfluss der Gère, vier Kilometer südöstlich von Vienne. Umgeben wird Jardin von den Nachbargemeinden Vienne im Westen und Norden, Estrablin im Nordosten und Osten, Saint-Sorlin-de-Vienne im Südosten und Süden sowie Les Côtes-d’Arey im Südwesten und Süden.

## Bevölkerungsentwicklung
| Jahr                       | 1962 | 1968 | 1975 | 1982 | 1990 | 1999 | 2006 | 2014 | 2021 |
| -------------------------- | ---- | ---- | ---- | ---- | ---- | ---- | ---- | ---- | ---- |
| Einwohner                  | 449  | 518  | 786  | 1180 | 1527 | 1948 | 2131 | 2211 | 2168 |
| Quellen: Cassini und INSEE |      |      |      |      |      |      |      |      |      |

## Sehenswürdigkeiten
- Schloss Montléans aus dem 13. Jahrhundert

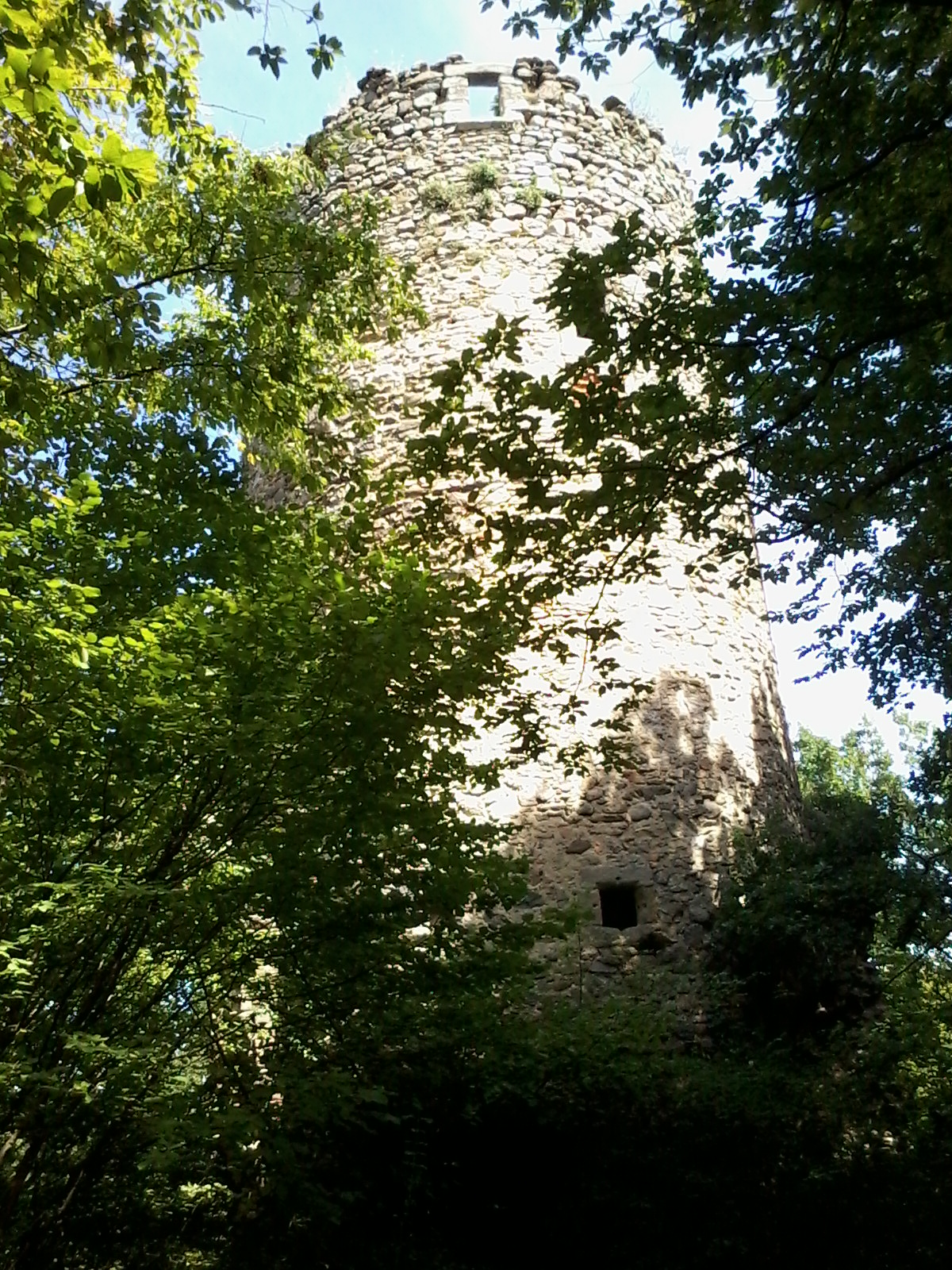
Turm des Schlosses Montléans

- Kirche Saint-Théodore

## Gemeindepartnerschaft
Mit der italienischen Gemeinde Stanghella in der Provinz Padua (Venetien) besteht seit 2002 eine Partnerschaft.